# Romaissa Boukakar
Romaissa Boukakar (Delft, 25 oktober 2006) is een voetbalspeelster uit Nederland die uitkomt voor Marokko. Ze speelt als aanvaller voor sc Heerenveen.

## Clubcarrière
Romaissa Boukakar speelde in haar jeugdjaren voor SV Leidschenveen en ze kwam uit in de jeugdopleiding van Ado Den Haag.
Sinds het seizoen 2022/23 kwam Boukakar uit voor VV Alkmaar nadat ze overkwam uit de jeugdopleiding van ADO Den Haag.
Op 8 september 2023 maakte Boukakar haar debuut voor AZ in de Vrouwen Eredivisie in een 1-1 gelijkspel tegen Excelsior Rotterdam. Haar eerste doelpunt voor de club uit Alkmaar maakte Boukakar in een met 5-1 verloren uitwedstrijd bij PSV op 1 oktober 2023.
Boukakar tekende op 8 mei 2024 haar eerste profcontract. Ze tekende een eenjarige verbintenis die haar tot medio 2025 aan AZ verbonden houdt. In mei 2025 werd bekend dat het aflopende contract van Boukakar niet werd verlengd en ze na het seizoen 2024/25 haar carrière elders vervolgt. Twee maanden later vond ze in competitiegenoot sc Heerenveen haar nieuwe werkgever.

## Statistieken
| Seizoen | Club          | Land      | Competitie         | Wedstrijden | Doelpunten |
| ------- | ------------- | --------- | ------------------ | ----------- | ---------- |
| 2023/24 | AZ            | Nederland | Vrouwen Eredivisie | 21          | 3          |
| 2024/25 | AZ            | Nederland | Vrouwen Eredivisie | 22          | 2          |
| 2025/26 | sc Heerenveen | Nederland | Vrouwen Eredivisie | 0           | 0          |
| Totaal  | Totaal        | Totaal    | Totaal             | 43          | 5          |

Laatste update: 10 juli 2025

## Interlandcarrière
Boukakar komt als international uit voor Marokko.
1 Resink ·
3 Meijer ·
4 Smits ·
5 Teijema ·
6 Schouwstra ·
8 De Haas ·
9 Maatman ·
10 Van Beijeren ·
11 Iedema ·
12 Appelmann ·
13 Van Rheenen ·
14 Van Vilsteren ·
15 Macleane ·
15 Brouwer ·
16 Nassette ·
17 Udink ·
18 Kerkhof ·
20 Stockmar ·
21 Maass ·
22 Thurkow ·
24 Werther ·
25 Speek ·
32 Van der Velde ·
39 Altena ·
Coach: Tarvajärvi